# Contrahierbas
El Contrahierbas, también conocido como Contrayerba, es un macizo nevado con varios picos: Contrahierbas (5.956 m s. n. m.), Yanarraju (5435 m s. n. m.), Camchas (5204 m s. n. m.), Cajavilca (5409 m s. n. m.), Garhuanga (5350 m s. n. m.), Mateo (5150 m s. n.m.).
Forma parte de los Andes peruanos en el sector Cordillera Blanca. Su extensión comprende las provincias de Asunción, Carhuaz y Yungay en el Departamento de Ancash, Perú.

## Ubicación

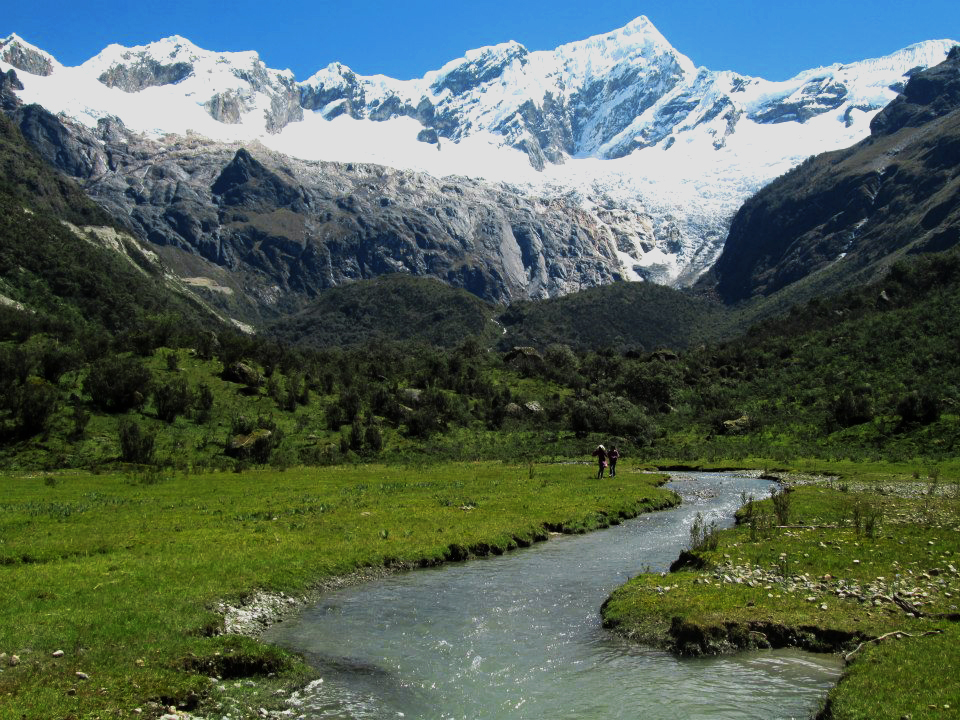
Pico Yanarraju visto desde Chacas

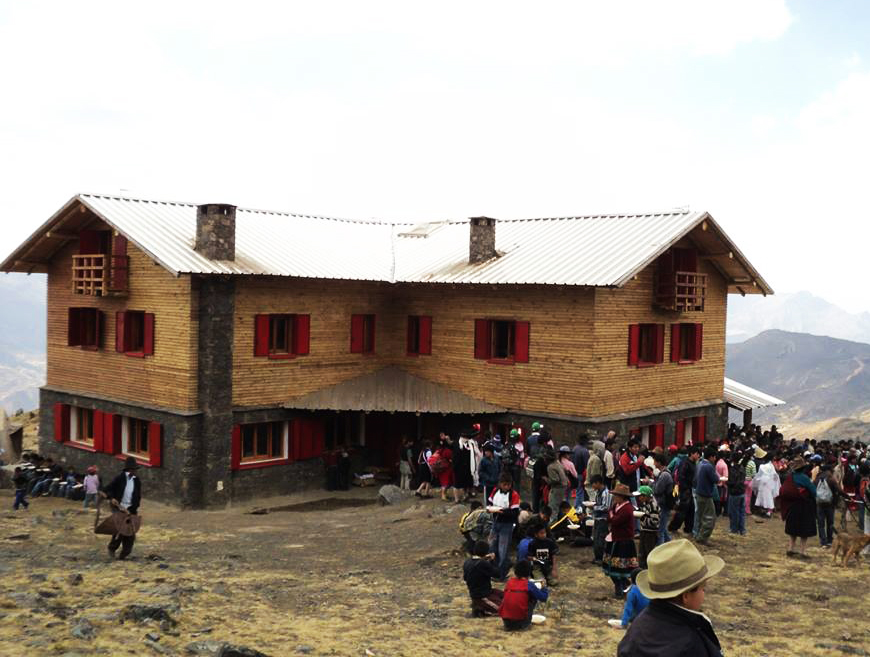
Refugio Contrahierbas a 4200

El macizo forma parte de la divisoria de aguas continental, perteneciendo al Callejón de Huaylas por la vertiente del pacífico, y la Sierra Oriental de Áncash por la del atlántico. Se localiza al este del Macizo Huascarán. Por su gran extensión se puede observar desde las ciudades de Yanama, Piscobamba, San Luis y Chacas.

## Historia
Bajo el pico Cajavilca, se localiza la mina de plata del mismo nombre que viene siendo explotada desde la época colonial.

[...] A este distrito pertenecen las haciendas minerales de Santa Catalina y La Contadera. [...] El distrito tiene varios minerales, pero los principales son los que se benefician en la hacienda de La Contadera, situada a cuatro leguas de Chacas [...], el cerro mineral se llama Cajavilca y la principal mina lleva el nombre Ánimas [...]
 Antonio Raimondi - 1873.

La Operación Mato Grosso puso en funcionamiento en 2010 el Refugio Contrahierbas, el cuarto refugio de montaña en la Cordillera Blanca. Se ubica cerca al pico Cajavilca a 4200 m s. n. m. y es posible llegar a este desde la capital del Distrito de Yanama.